# Castelnuovo Bozzente
Castelnuovo Bozzente es una localidad y comune italiana de la provincia de Como, región de Lombardía, con 835 habitantes.

## Evolución demográfica
| Gráfica de evolución demográfica de Castelnuovo Bozzente entre 1861 y 2001 |
|                                                                            |
| Fuente ISTAT - elaboración gráfica de Wikipedia                            |